# ExoPC
L'ExoPC est une tablette électronique sous Windows 7 édition Familiale Premium conçue par la société du même nom, basée à Rimouski, Québec, Canada et fabriquée par la société Pegatron, qui est également responsable de l'assemblage de l'iPad d'Apple. Son lancement est attendu pour la fin du mois de septembre sur le continent américain via la société Ciara-Tech qui la commercialisera sous le nom Ciara Vibe. ExoPC est actuellement en négociations avec d'autres partenaires potentiels, pour les droits de distribution de la tablette ExoPC dans d'autres pays, y compris aux États-Unis.

## Caractéristiques matérielles

### Matériel de base
L'ExoPC repose sur une architecture Intel Atom Pineview-M N450, cadencé à 1,66 GHz, 2 Go de DDR2 et 32 Go de stockage SSD dans sa version de base, et 64 Go pour le modèle GPS.

La tablette est également équipée d'un accéléromètre qui permet entre autres la gestion du passage en mode portrait lorsque l'appareil est tenu en position verticale. Cette fonctionnalité est désactivable par simple clic dans l'interface pour les divers cas où elle s'avèrerait gênante (lecture en position allongée, etc).

### Écran
L'ExoPC dispose d'un large écran tactile multipoint capacitif de 11,6 pouces de diagonale, d'une définition WXGA de 1366×768 pixels (format 16:9) à  135 pixels par pouce.
Cet écran supportera deux points lors du lancement du produit, en attendant la parution d'un pilote permettant la prise en compte de 10 points de contact simultanés.

Un capteur de lumière intégré à la façade de la tablette permettra d'ajuster automatiquement la luminosité de l'affichage aux conditions ambiantes, pour un meilleur confort de lecture et une meilleure autonomie de l'appareil.

Il sera également possible d'utiliser un stylet pour des travaux de plus grande précision (dessin, travaux graphiques) ou pour une meilleure ergonomie (écriture manuscrite).

### Connectique
L'ExoPC offre une connectique équivalente à celle d'un ordinateur portable standard:
- Wi-Fi (802.11 b/g/n)
- Bluetooth 2.1+EDR
- 3 ports USB 2.0
- Audio In/Out SuperJack
- Mini-HDMI permettant le branchement sur un écran externe à l'aide d'un convertisseur mini-HDMI vers HDMI ou mini-HDMI vers DVI avec une définition maximale de 1080p
- Connecteur Dock
- Antenne satellitaire GPS intégrée en option
- Antenne UMTS/HSDPA (3G) intégrée en option

### Alimentation
La recharge de la batterie se fera grâce à un bloc d'alimention externe standard:
- Taille : 85 mm x 33 mm x 25 mm (3,4 pouces x 1,3 pouce x 1,0 pouce)
- Poids : 99 grammes (3,5 ozs)
- Tension d'entrée : 100-240 V
- Tension de sortie : 19 V à  2,1 A

## Caractéristiques logicielles

### Système d'Exploitation
L'ExoPC a été conçu afin de pouvoir réaliser l'ensemble des tâches réalisables avec un ordinateur standard. La tablette fonctionne actuellement sous Windows 7 édition Familiale Premium version 32 bits, l'utilisateur ayant la possibilité de changer d'édition grâce à la fonctionnalité Anytime Upgrade de Microsoft.
L'interface Windows sera entièrement accessible, afin de permettre aux utilisateurs de la tablette de profiter de l'immense logithèque disponible pour le système d'exploitation de Microsoft.

### Couche propriétaire
La société ExoPC a développé un environnement graphique, surnommé l'interface Puissance 4, spécialement adapté à la définition de sa tablette. L'ergonomie de l'interface a été soigneusement travaillée afin de faciliter l'utilisation avec le tactile en proposant un canevas d'emplacements de 100x100 px, séparés par un espace de 8 px pour les icônes des applications. La bascule vers le bureau Windows sera également disponible via le menu principal de l'interface.
Cet environnement graphique est indéniablement un des atouts de la tablette, en plus de sa configuration matérielle qui en fait un sérieux concurrent sur le secteur des ultra-portables.

### Applications

#### Applications pré-installées
L'ExoPC est livré avec un certain nombre d'applications indispensables pré-installées :
- Windows Security Essential
- Microsoft .NET framework 4.0
- Microsoft Silverlight runtime for IE
- Macromedia Flash Player 10.1 et Acrobat Reader pour la lecture des fichiers PDF

#### Bibliothèque d'applications spécifiques
Une bibliothèque d'applications, sur le modèle de l'App Store d'Apple ou de l'Android Market sera mise en place à la sortie de la tablette.
Les développeurs tiers pourront y proposer en téléchargement gratuit ou payant leurs travaux, réalisés en C++, Java, Flex, .Net ou HTML/Javascript.
La société ExoPC met à disposition l'outil de développement ExoFactory afin de permettre aux développeurs de tester leurs applications avant soumission.

## Accessoires
Divers accessoires, dont une station d'accueil, des stylets, et une sacoche seront disponibles lors du lancement de la tablette.

## Réactions
La tablette suscite l'attention de plusieurs blogs et sites Internet spécialisés dans le courant de l'été 2010, apparaissant comme une alternative crédible à l'iPad d'Apple.